# NGC 564
NGC 564 é uma galáxia elíptica (E) localizada na direcção da constelação de Cetus. Possui uma declinação de -01° 52' 43" e uma ascensão recta de 1 horas, 27 minutos e 48,2 segundos.
A galáxia NGC 564 foi descoberta em 1 de Outubro de 1785 por William Herschel.